# Alma Mahler Schindler
Alma Mahler Schindler, nota anche come Alma Mahler-Werfel, all'anagrafe Alma Margaretha Maria Schindler (Vienna, 31 agosto 1879 – New York, 11 dicembre 1964), è stata una compositrice e scrittrice austriaca.

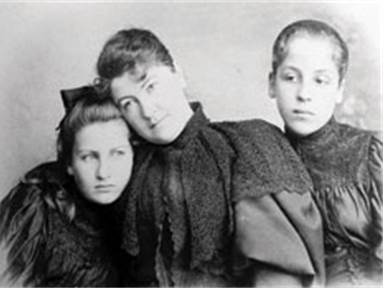
Alma con la madre Anna e la sorella Greta. 1890 circa.

Alma, figlia del pittore Emil Schindler, crebbe circondata da artisti. Studiò musica ed arte, fu amica del pittore Gustav Klimt che la ritrasse in alcune sue opere, fu una pianista di talento e approfondì composizione musicale con Alexander von Zemlinsky. Fu musa di importanti personalità del XX secolo tra cui Gustav Mahler, Walter Gropius e Franz Werfel, dei quali fu moglie, e dell'amante Oskar Kokoschka.

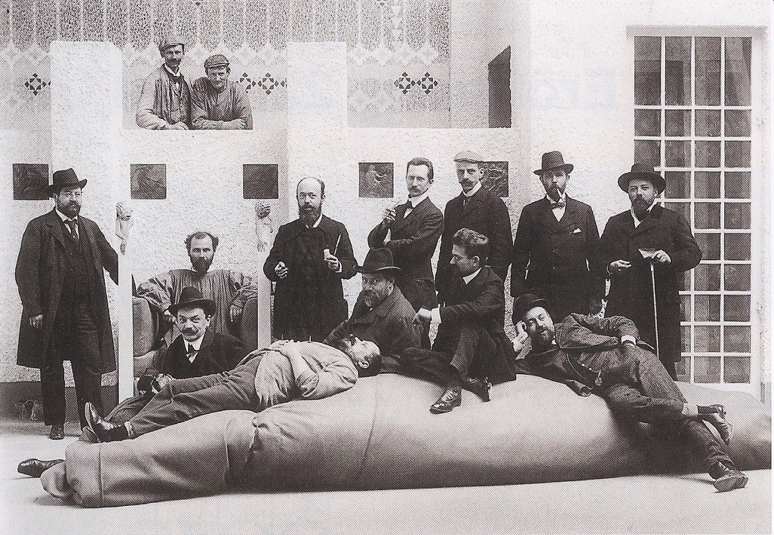
Vienna 1902 Gruppo di artisti della Secessione viennese: Anton Stark, Gustav Klimt, Koloman Moser, Adolf Böhm, Maximilian Lenz, Ernst Stöhr, Wilhelm List, Emil Orlik, Maximilian Kurzweil, Leopold Stolba, Carl Moll e Rudolf Bacher.

## Biografia
Alma Mahler Schindler era figlia del pittore paesaggista Emil Jakob Schindler e della cantante di operetta Anna von Bergen. Crebbe in un ambiente artistico molto stimolante, accentuato dal secondo matrimonio di sua madre avvenuto dopo la morte del padre nel 1892 con Carl Moll, uno dei padri della Secessione viennese. Dotata di grande bellezza e considerata femme fatale ai primi del novecento visse una giovinezza assai vivace e fece parte del mondo artistisco e culturale viennese. 

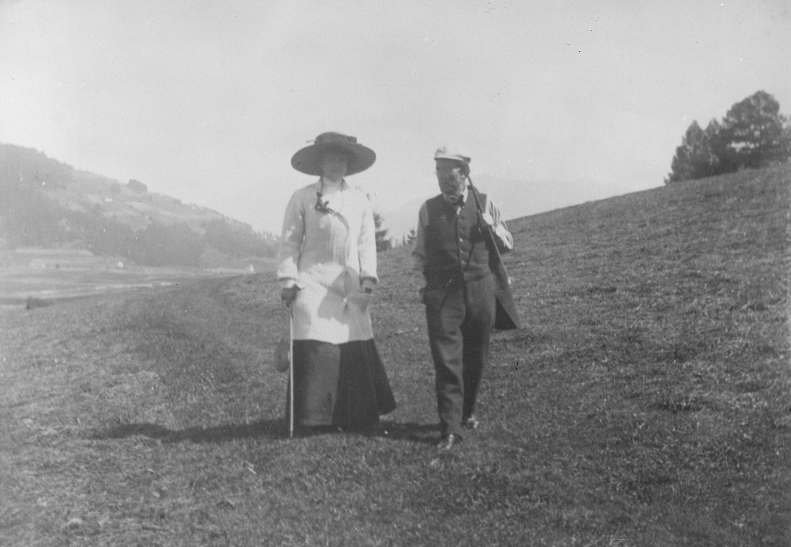
Gustav Mahler con la moglie Alma Mahler a Dobbiaco nel 1909.

Nel corso della sua vita incontrò e strinse rapporti con importanti personalità come Leonard Bernstein, Benjamin Britten, Franz Theodor Csokor, Eugen d'Albert, Lion Feuchtwanger, Wilhelm Furtwängler, Gerhart Hauptmann, Hugo von Hofmannsthal, Max Reinhardt, Carl Zuckmayer, Eugene Ormandy, Maurice Ravel, Otto Klemperer, Hans Pfitzner, Heinrich Mann, Thomas Mann, Alban Berg, Erich Maria Remarque, Franz Schreker, Bruno Walter, Richard Strauss, Igor' Fëdorovič Stravinskij e Arnold Schönberg.
Fu vicina particolarmente a Gustav Klimt, a Max Burckhard e a Alexander von Zemlinsky.

### Matrimonio con Gustav Mahler

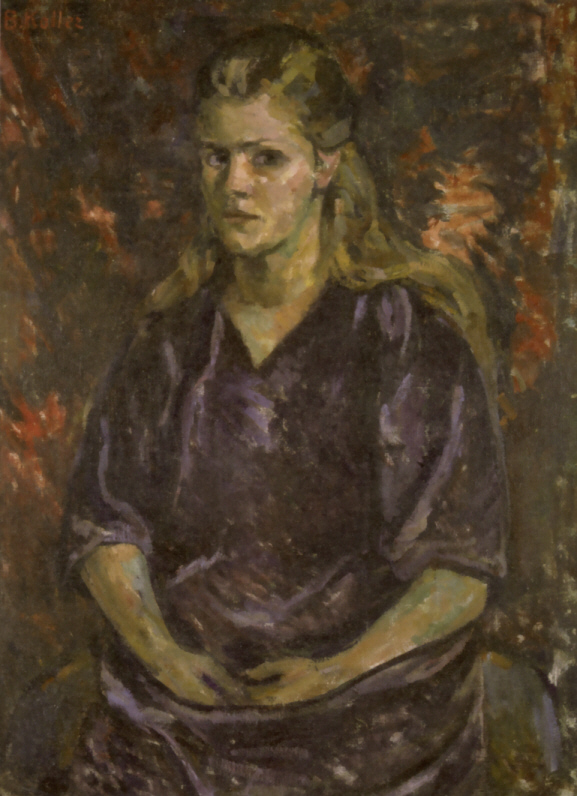
Ritratto di Anna Mahler, 1921 circa

Il 9 marzo 1902 Alma sposò il compositore Gustav Mahler, già direttore della Wiener Staatsoper e di vent'anni più anziano. La coppia ebbe due figlie: Maria Anna (1902-1907), morta giovanissima di difterite, e Anna (1904-1988) che più tardi diverrà una famosa scultrice.
Iniziò a dedicarsi alla composizione musicale ma gli impegni familiari e in parte i legami col ben più famoso marito le impedirono di proseguire con successo questo intento. Per Alma furono anni difficili anche per la morte prematura della sua primogenita Maria Anna. Il suo matrimonio attraversò una crisi perché Gustav, pur innamorato di lei, si mostrò esigente e la isolò, tentando di mantenerla in casa e di non farle frequentare gli amici. Alma conobbe in quel periodo Walter Gropius, che solo in seguito avrebbe fondato la scuola di architettura Staatliches Bauhaus.
Il marito si rese conto della relazione ma cercò di ignorarla iniziando a frequentare Sigmund Freud. Alma ed il marito si trasferirono a New York e qui Mahler divenne direttore d'orchestra alla Metropolitan Opera House. Nel febbraio 1911 il compositore si ammalò gravemente e la coppia ritornò a Vienna. Mahler morì nel mese di maggio lasciando Alma vedova e con una figlia, Anna.

### Matrimonio con Walter Gropius

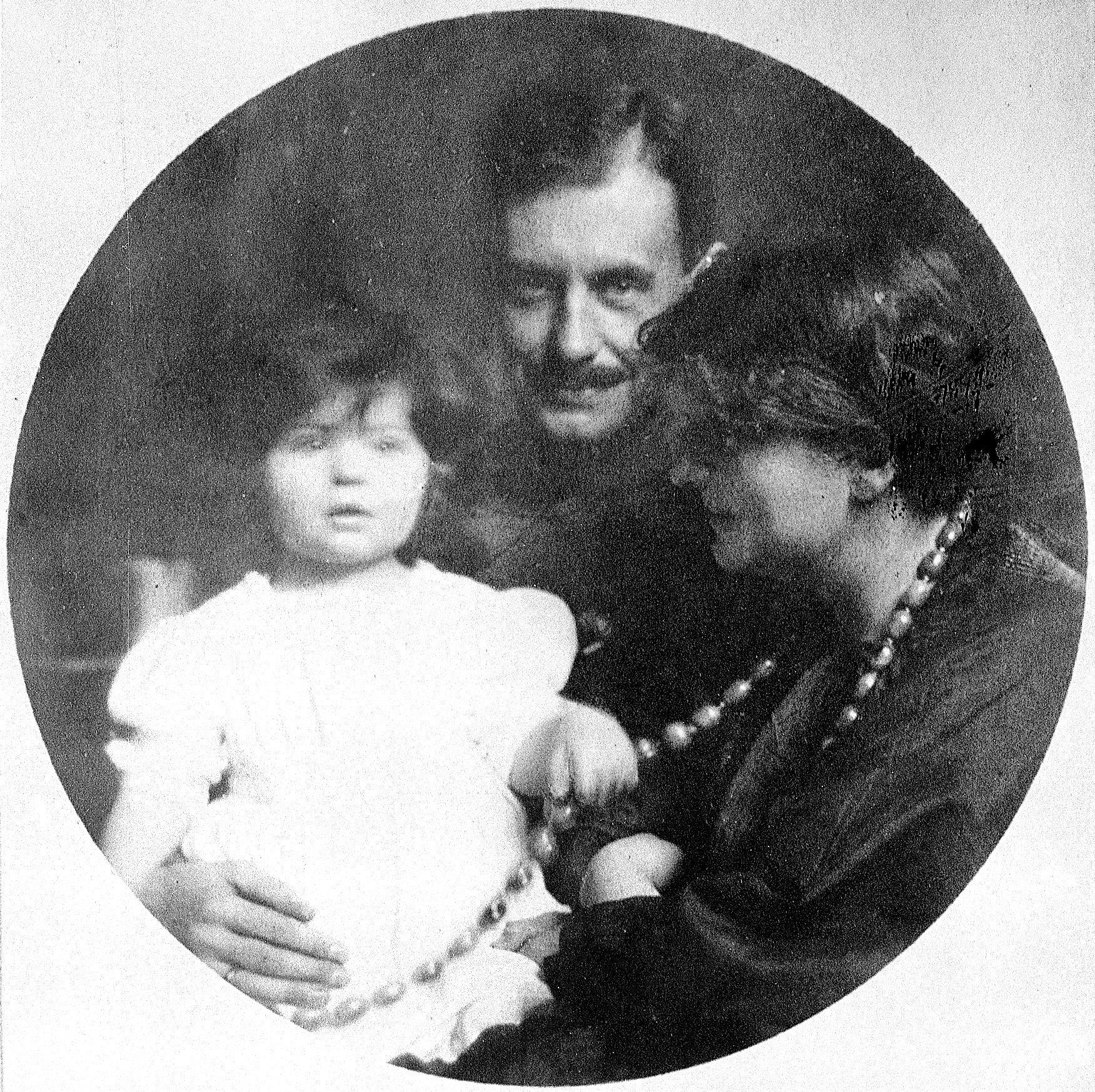
Walter e Alma Gropius con la piccola Manon

Dopo la morte di Mahler Alma visse un periodo di incertezza sentimentale durante il quale conobbe Joseph Fraenkel e Paul Kammerer ed ebbe una relazione importante con Oskar Kokoschka. Kokoschka creò proprio in quel periodo alcune fra le sue opere più importanti, come La sposa del vento e quando la relazione finì per lungo tempo tenne con sé un manichino con le fattezze di Alma creato appositamente da Hermine Moos, un'artigiana di Monaco di Baviera.
Alma non sposò il pittore e tornò con Walter Gropius, che raggiunse a Berlino ed infine sposò nel 1915, durante una sua licenza militare. Insieme i due ebbero una prima figlia, Manon, che mori nel 1935 di poliomielite a soli 18 anni. Alban Berg per ricordare la povera Manon appena scomparsa compose un concerto per violino cui pose l'intestazione: "in memoria di un angelo".
Alma cominciò intanto a sentirsi attratta dal giovane poeta praghese Franz Werfel con il quale iniziò presto una intima relazione. La donna rimase incinta ed il marito sospettò che il figlio non fosse suo, ma di Werfel. Il bambino nacque prematuro e gravemente malato, morì a soli dieci mesi. Gropius, in un clima di sospetti e delusioni reciproche, convenne per il divorzio e restituì ad Alma la libertà.

### Matrimonio con Franz Werfel

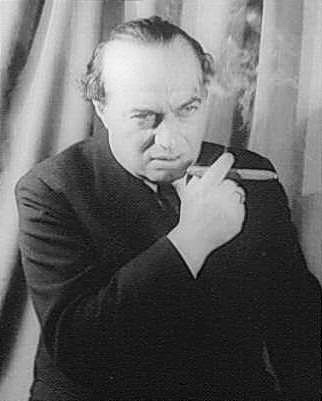
Franz Werfel

Dopo una convivenza di quasi dieci anni, Alma sposò nel 1929 Franz Werfel, il suo terzo e ultimo marito. Werfel era ebreo e l'avvento del nazismo con la successiva annessione del loro paese alla Germania costrinse la coppia ad espatriare in Francia. Con l'occupazione tedesca nel 1940 la coppia fu costretta ad una seconda fuga, stavolta attraverso i Pirenei. A Lourdes Werfel ebbe l'occasione di effettuare una ricerca sulla vita di Bernadette Soubirous che gli permise di pubblicare il romanzo Poema di Bernadette nel 1941. Alma Mahler-Werfel era antisemita, aveva un atteggiamento positivo verso i nazisti tedeschi. Nella guerra civile austriaca del febbraio 1934 era chiaramente dalla parte dei fascisti austriaci. La guerra civile spagnola fu un altro punto di contesa tra i coniugi. Alma rappresentava la parte dei franchisti, mentre Franz Werfel si schierava dalla parte dei repubblicani.
Nel 1940, i due si trasferirono in Spagna poi in Portogallo e successivamente negli Stati Uniti: prima a New York e poi a Los Angeles. Qui Werfel scrisse Una scrittura femminile azzurro pallido e collaborò anche con le major hollywoodiane per trasporre su pellicola alcune sue opere. Werfel morì per un infarto il 26 agosto 1945 ed Alma rimase negli USA prendendo la cittadinanza statunitense nel 1946.

### Ultimi anni

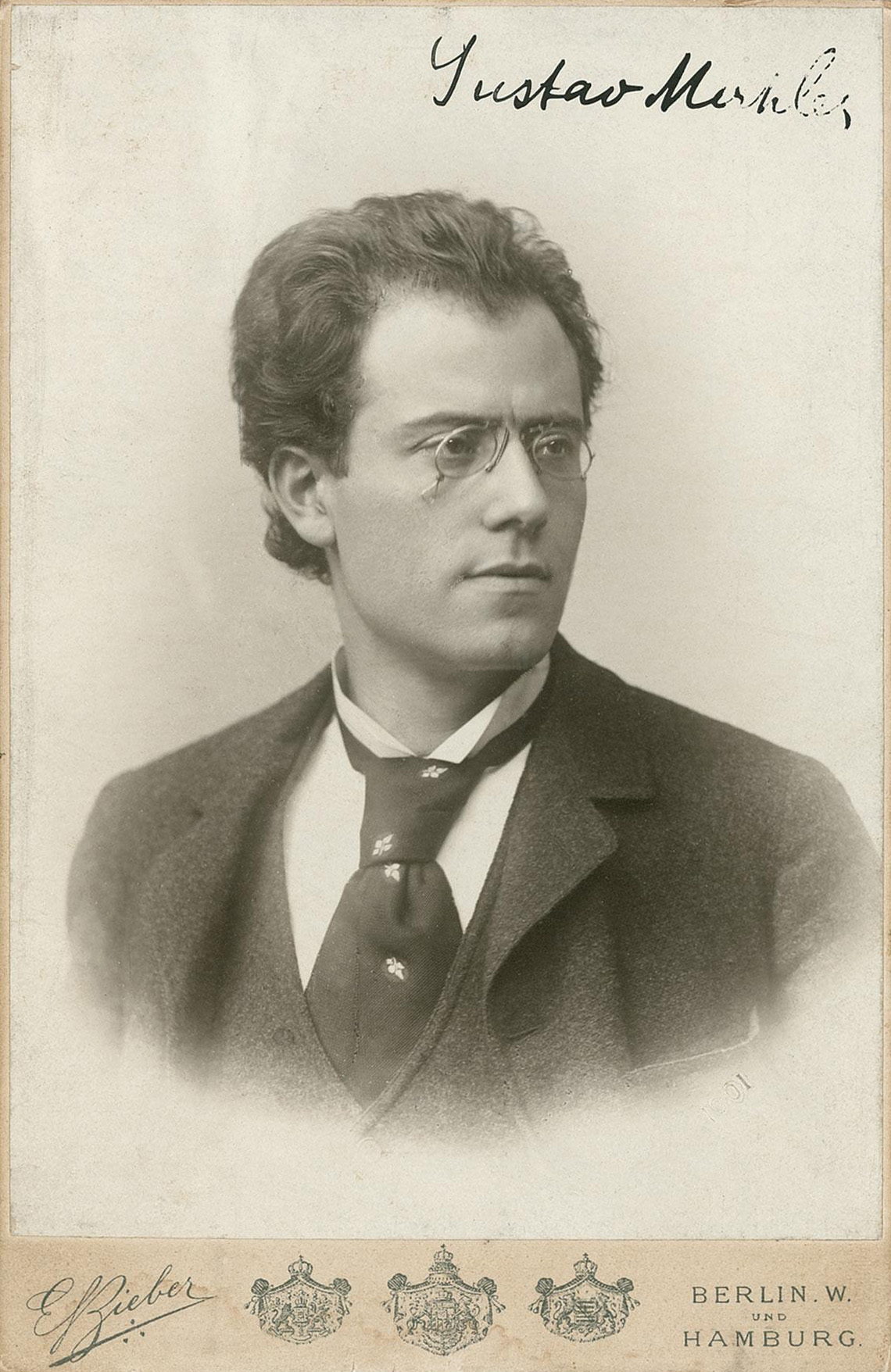
Gustav Mahler in un'immagine del 1893.

Trascorse gli ultimi anni della sua vita fra Los Angeles e New York, dove morì nel 1964. Alma e i suoi numerosi matrimoni sono protagonisti della canzone Alma del compositore e comico statunitense Tom Lehrer.

## Autobiografia
Nel 1951 Alma si trasferì definitivamente a New York, dove aveva acquistato una casa nell'Upper East Side con quattro piccoli appartamenti. Da un po' di tempo aveva iniziato a pensare a un'autobiografia tratta dai suoi diari. Una prima versione in inglese venne pubblicata nel 1958, col titolo And the Bridge Is Love, alla quale vi furono reazioni negative. Walter Gropius dichiarò il suo disappunto per come era stato descritto il suo matrimonio e personalità come Carl Zuckmayer e Thomas Mann presero le distanze dall'autrice. Le parti del testo che contenevano considerazioni sulla politica e sull'antisemitismo furono eliminate nella versione in tedesco che uscì col titolo Mein Leben, ma il lavoro venne ugualmente criticato.

## Ilproblema Alma
Per mezzo secolo Alma Mahler è stata la principale fonte in relazione alla bibliografia di Mahler ed i suoi libri sono stati utilizzati dagli studiosi e dagli amanti della musica di Mahler. In tempi recenti si sono scoperte manipolazioni, reticenze e problemi di aderenza ai fatti che costituiscono il Problema Alma. Lo stesso Henry-Louis de La Grange scrive che "le più gravi distorsioni della verità ... sono quelle che sono state deliberatamente introdotte e promosse dalla moglie".

## Opere

### Musica
La produzione musicale di Alma Mahler Schindler è costituita da almeno 17 Lieder. Originariamente composti per canto e pianoforte alcuni vennero orchestrati da Jorma Panula e divisi in tre raccolte:
- Fünf Lieder (Die stille Stadt, In meines Vaters Garten, Laue Sommernacht, Bei dir ist es traut, Ich wandle unter Blumen; 1910)
- Vier Lieder (Licht in der Nacht, Waldseligkeit, Ansturm, Erntelied; 1915)
- Fünf Lieder (Hymne, Ekstase, Der Erkennende, Lobgesang, Hymne an die Nacht; 1924)

Il suo ciclo liederistico è stato inciso da varie etichette musicali.

### Letteratura
- (EN) And the bridge is love, London, Hutchinson, 1959, OCLC 1068531431.
- (DE) Mein Leben, Frankfurt a.M, Fischer Taschenbuch Verlag, 1998, OCLC 611545649.
- (EN) My life, my loves, New York, St. Martin's Press, 1989, OCLC 18558436.
- (EN) Diaries 1898-1902, con Antony Beaumont, Ithaca (N.Y.), Cornell University Press, 2000, OCLC 611389812.

## Film
Sulla vita di Alma Mahler sono stati girati tre film: Bride of the Wind, diretto da Bruce Beresford nel 2001, Alma Mahler, film per la televisione del 2001 e Alma & Oskar (2022), incentrato sulla relazione fra la donna e Kokoschka.

## Radio
Sul rapporto fra Gustav Mahler e Alma Mahler la RSI ha prodotto un originale radiofonico in 4 puntate intitolato Il diavolo allo specchio